# Arsenal technique aéronaval de Yokosuka

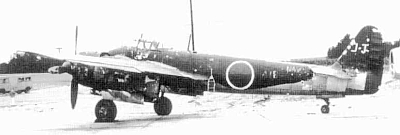
Une image représente l'avion : Nakajima J5N1, qui était dans l'arsenal technique aéronaval de Yokosuka.

L'arsenal technique aéronaval de Yokosuka (海軍航空技術廠, Kaigun Kōkū Gijutsu-shō) eut de nombreux noms différents selon ses périodes d'existence et le contexte de l'époque. La plupart de ces noms étaient des acronymes dérivés de son appellation militaire qui changea d'époque en époque. L'arsenal est parfois nommé "Kūgi-shō" (contraction de « Kōkū Gijutsu-shō » 空技廠). Le nom « Yokosuka » prévaut cependant toujours car se référant à la localisation géographique de l'arsenal dans la ville de Yokosuka au Japon.

## Histoire
L'origine de l'arsenal aéronaval remonte à 1869 lorsque la marine impériale japonaise établi un arsenal naval au bord de la baie de Tokyo à Yokosuka au sud de Yokohama. Le site produit des navires et sert de lieu de réparation et de ravitaillement pour la marine. C'est un dépôt de stockage où les munitions et autres équipements militaires sont vendus et achetés.
Lorsqu'un certain nombre d'avions étrangers sont achetés pour évaluation, la marine les transfère à l'arsenal pour l'étude. Le site assemble les avions à partir de leurs conteneurs de transport avant qu'ils ne soient testés par des pilotes.
Les modifications apportées à ces appareils sont portées sur les faiblesses détectées, ou lorsqu'une amélioration est jugée nécessaire. Pour faciliter le travail, la marine établi l'usine d'aéroplane à l'arsenal près de celle de torpilles en mai 1913.
L'année suivante, le premier acronyme apparait, Yokosho, une contraction de Yokosuka Kaigun Kōshō (« arsenal naval de Yokosuka »). Le site est renommé Kaigun Kōkū Shiken-sho (« établissement naval de recherche aéronautique ») en décembre 1919. Le nom Kaigun Gijutsu Kenkyūsho (« institut naval technique de recherche ») est assigné en avril 1923 lorsque l'arsenal est déplacé à Tsukiji en même temps que d'autres unités de support navales. Le site de Tsukiji est entièrement détruit par le grand séisme de 1923 de Kantō. D'autres noms sont utilisés lorsque la marine commence la restauration de l'arsenal. La recherche redémarre en 1924, année où plusieurs avions sont étudiés. Sous le commandement du nouveau quartier-général aéronaval, le Kaigun Kokusho (« arsenal aéronaval ») est établi à Yokosuka le 1er avril 1932. Un grand nombre de concepteurs sont transférés de l'arsenal naval de Hiro, mettant fin à la production d'avions.

## Années de guerre
Durant la Seconde Guerre mondiale, l'arsenal est responsable de la conception de plusieurs avions de la marine, bien que le site lui-même ne produise pas d'avions mais que les prototypes étudiés. Ses conceptions sont produites en masse par des compagnies telles que Aichi Kokuki, Watanabe Tekkōjo (renommé en Kyūshū Hikōki 九州飛行機株式会社, Kyushu Aircraft Company Ltd (« armements de Kyūshū ») en 1943), et l'arsenal naval de Hiro (Hiro Kaigun Kōshō, souvent raccourci en Hirosho). Les avions conçus par l'arsenal sont généralement désignés par la lettre « Y » pour « Yokosuka ».
Un des exemples est le bombardier Yokosuka D4Y Suisei qui est principalement produit à Aichi. Le D4Y1 et plus tard d'autres modèles sont également produits par le Dai-Jūichi Kaigun Kōkū-shō (« 11e arsenal naval ») de Hiro.

## Avions
- Yokosuka B3Y (en)
- Yokosuka B4Y
- Yokosuka D3Y
- Yokosuka D4Y
- Yokosuka E1Y (en)
- Yokosuka E5Y
- Yokosuka E6Y
- Yokosuka E14Y
- Yokosuka H5Y (en)
- Yokosuka K1Y (en)
- Yokosuka K2Y
- Yokosuka K4Y (en)
- Yokosuka K5Y
- Yokosuka MXY5 (en)
- Yokosuka MXY-7 Ohka
- Yokosuka MXY8 (en)
- Yokosuka MXY9 (en)
- Yokosuka P1Y Ginga
- Yokosuka R2Y
- Yokosuka Ro-go Ko-gata
- Yokosuka Tenga (en)